# Coronao now (canción de El Alfa)
Coronao now es una canción del artista dominicano El Alfa en colaboración con el rapero estadounidense Lil Pump. Fue lanzado el 7 de noviembre de 2019. El sencillo alcanzó la posición número 31 en el Billboard Hot Latin Songs.

## Vídeo musical
El video musical fue grabado en Santo Domingo, República Dominicana, y ha superado los 138 millones de visitas.

## Posicionamiento en listas
| Lista (2019-2020)                           | Posición |
| ------------------------------------------- | -------- |
| Dominican Republic (SODINPRO)               | 13       |
| Dominican Republic (SODINPRO) Remix Version | 17       |
| Honduras Urban Airplay (Monitor Latino)     | 14       |
| Nicaragua (Monitor Latino)                  | 1        |
| Panama (Monitor Latino)                     | 14       |
| Spain (PROMUSICAE) Remix Version            | 61       |
| US Hot Latin Songs (Billboard)              | 30       |